# Urządzenie mechatroniczne
Urządzenie mechatroniczne – urządzenie o budowie modułowej, którego głównym i ostatecznym zadaniem jest wykonanie czynności mechanicznej (pracy). W jego skład wchodzą 3 podstawowe moduły:
- Moduł sterowania zawierający mikroprocesor lub mikrokomputer, a w bardziej skomplikowanych konstrukcjach jednostkę CPU. W module sterowania wykorzystywane są również mikrokontrolery.
- Moduł wykonawczy.
- Moduł sensorów.